# Вей (коммуна)
Вей (фр. Veilhes, окс. Velhas) — коммуна во Франции, находится в регионе Юг — Пиренеи. Департамент — Тарн. Входит в состав кантона Лавор-Кокань. Округ коммуны — Кастр.
Код INSEE коммуны — 81310.

## География
Коммуна расположена приблизительно в 590 км к югу от Парижа, в 31 км восточнее Тулузы, в 45 км к юго-западу от Альби.
На севере коммуны расположено озеро Мессаль (фр. Messal).

## Климат
Климат умеренно-океанический. Зима мягкая и дождливая, лето жаркое с частыми грозами. Ветры довольно редки.

## Население
Население коммуны на 2010 год составляло 108 человек.
| 1962 | 1968 | 1975 | 1982 | 1990 | 1999 | 2010 |
| ---- | ---- | ---- | ---- | ---- | ---- | ---- |
| 102  | 75   | 69   | 77   | 85   | 95   | 108  |

## Экономика
В 2007 году среди 73 человек в трудоспособном возрасте (15—64 лет) 49 были экономически активными, 24 — неактивными (показатель активности — 67,1 %, в 1999 году было 65,6 %). Из 49 активных работали 44 человека (23 мужчины и 21 женщина), безработных было 5 (1 мужчина и 4 женщины). Среди 24 неактивных 9 человек были учениками или студентами, 10 — пенсионерами, 5 были неактивными по другим причинам.